# Bretz (condado de Tucker)
Bretz es un área no incorporada ubicada dentro del Distrito Black Fork, una división civil menor del condado de Tucker, Virginia Occidental, Estados Unidos. Está catalogada como un asentamiento humano por la Junta de Nombres Geográficos de los Estados Unidos.
El número de identificación (ID) asignado por el Servicio Geológico de Estados Unidos es 1553972.

## Geografía
Se encuentra a una altitud de 517 metros sobre el nivel del mar (1696 pies) según el conjunto de datos de elevación nacional.